# Патерсон (Џорџија)
Патерсон (Џорџија) (енгл. Patterson) град је у америчкој савезној држави Џорџија. По попису становништва из 2010. у њему је живело 730 становника.

## Демографија
Према попису становништва из 2010. у граду је живело 730 становника, што је 103 (16,4%) становника више него 2000. године.
| Група             | 2000.       | 2010.       |
| Белци             | 438 (69,9%) | 532 (72,9%) |
| Афроамериканци    | 177 (28,2%) | 151 (20,7%) |
| Азијати           | 4 (0,6%)    | 7 (1,0%)    |
| Хиспаноамериканци | 4 (0,6%)    | 30 (4,1%)   |
| Укупно            | 627         | 730         |